# Will to Power (álbum de Arch Enemy)
Will to Power (em português:  Vontade de Poder) é o décimo álbum de estúdio da banda sueca Arch Enemy, lançado mundialmente em 8 de setembro de 2017 pela gravadora Century Media. Foi o nono álbum de estúdio da banda lançado pela Century Media, o segundo com a vocalista Alissa White-Gluz e o primeiro com o guitarrista Jeff Loomis.

## Antecedentes e desenvolvimento

### Concepção e contexto
O Arch Enemy grava álbuns de estúdio desde Black Earth (1996). Posteriormente, oito álbuns foram lançados pela gravadora Century Media: Stigmata (1998), Burning Bridges (1999), Wages of Sin (2001), Anthems of Rebellion (2003), Doomsday Machine (2005), Rise of the Tyrant (2007), Khaos Legions (2011) e War Eternal (2014). Portanto, Will to Power é o décimo álbum de estúdio da banda, o segundo com a vocalista canadense Alissa White-Gluz, que substituiu Angela Gossow em 2014, e o primeiro com o guitarrista Jeff Loomis. Questionado sobre a "zona de conforto" da banda durante uma entrevista, Michael Amott concordou e ressaltou as duas décadas de história como justificativa para a existência de "um terreno familiar"; contudo, não negou que novos elementos estavam sendo incluídos. Ele complementou: "escuto algo que fiz há dez anos, e penso: 'Wow, isso é tão diferente do que eu faria agora'. Sem perceber, eu cresci ou me desenvolvi como guitarrista ou como compositor." Já o baterista Sharlee D'Angelo destacou a importância de War Eternal no desenvolvimento de Will to Power, afirmando que havia "um certo desespero" em relação ao álbum de 2014, principalmente pela saída de Gossow. Segundo D'Angelo, a repercussão positiva de War Eternal permitiu que a banda explorasse novos estilos musicais presentes no décimo álbum.
Em relação à filosofia por de trás do título, White-Gluz expressou seus receios e medos sobre a morte, resumindo que, para ela, 'vontade de poder' é "viver uma vida positiva e espalhar a positividade o máximo possível para outras pessoas e outros seres vivos." Ela complementou:
| “ | Eu acho que isso pode ser apenas fazendo alguém se sentir bem porque gosta do som da nossa música, ou talvez encorajando alguém a se tornar vegano ou encorajando alguém a seguir em frente ou seja o que for. Eu recebo muitos comentários sobre esses assuntos dos fãs. Todos os dias recebo muitos e-mails e muitas mensagens de fãs dizendo 'Essa música salvou minha vida'. E isso é realmente encorajador. Eu acho que isso realmente me inspira a continuar com certeza." | ” |

Amott, por sua vez, descreveu a ambição humana como pauta do título e que ele não tinha tais ambições, apenas vontade de "entreter as pessoas ou fazê-las sorrir." Além disso, expressou a sorte que tinha por ter realizado seus objetivos, mas que, originalmente, não tinha grande ambição e ressaltou a importância que o Arch Enemy adquiriu nos últimos anos.

### Produção
Will to Power foi coproduzido por Michael Amott e Daniel Erlandsson. O processo de mixagem e masterização ficou a serviço de Jens Bogren, colaborador de longa data do Arch Enemy. Já a contribuição de Loomis se restringiu aos solos de guitarra; este, que era o principal compositor de sua ex-banda, havia declarado à Metal Wani que provavelmente somente faria os solos, justificando: "Se você olhar para isso, Arch Enemy é Michael Amott - é sua banda, é seu bebê, e ele é o principal compositor da banda." A capa do álbum, por sua vez, foi projetada por Alex Reisfar. Este desenhou um crânio humano centralizado junto com três cabeças decepadas de animais (um lobo, uma cabra e um morcego). Todos os elementos estão interligados por carnes apodrecidas e correntes, além de uma cobra que tece de dentro para fora das bocas dos animais. Amott, alegou que "foi um prazer trabalhar" com Reisfar e que o artista "imediatamente entendeu o conceito e a atmosfera" que a banda procurava com o álbum. Ainda sobre a capa, Amott completou: "conversamos sobre a faca de dois gumes que é a ambição humana, como ela pode ser extraordinariamente criativa e bonita, mas também pode se transformar em algo sombrio e poderoso. Alex começou a pintar com maestria uma imagem forte que evoca muitos sentimentos."

## Faixas
| Will to Power — Edição padrão. |                          |                    |                                   |         |  |
| N.º                            | Título                   | Compositor(es)     | Música                            | Duração |  |
| 1.                             | "Set Flame to the Night" | instrumental       | Michael Amott e Daniel Erlandsson | 1:18    |  |
| 2.                             | "The Race"               | Alissa White-Gluz  | Amott e Erlandsson                | 3:15    |  |
| 3.                             | "Blood in the Water"     | Amott              | Amott e Erlandsson                | 3:55    |  |
| 4.                             | "The World Is Yours"     | Amott              | Amott e Erlandsson                | 4:53    |  |
| 5.                             | "The Eagle Flies Alone"  | Amott              | Amott                             | 5:15    |  |
| 6.                             | "Reason To Believe"      | Amott              | Amott e Christopher Amott         | 4:47    |  |
| 7.                             | "Murder Scene"           | White-Gluz         | Amott e Erlandsson                | 3:50    |  |
| 8.                             | "First Day in Hell"      | White-Gluz         | Amott                             | 4:48    |  |
| 9.                             | "Saturnine"              | instrumental       | Erlandsson                        | 1:09    |  |
| 10.                            | "Dreams of Retribution"  | Amott              | Amott, C. Amott e Erlandsson      | 6:40    |  |
| 11.                            | "My Shadow and I"        | White-Gluz         | Amott                             | 4:05    |  |
| 12.                            | "A Fight I Must Win"     | Amott e White-Gluz | Amott e Erlandsson                | 6:37    |  |
| Duração total:                 | Duração total:           | Duração total:     | Duração total:                    | 50:32   |  |

## Créditos
Os créditos seguintes foram adaptados do portal AllMusic.
- Alissa White-Gluz – vocais
- Christopher Amott – guitarra e teclado
- Michael Amott – guitarra rítmica e produção
- Jeff Loomis – guitarra
- Sharlee d'Angelo – baixo
- Daniel Erlandsson – bateria, teclado, produção, programação e engenheiro
- Rickard Bengtsson – consultor vocal
- Christian Bergqvist – violino
- Torbjörn Bernhardsson – violino
- Ulf Forsberg – violino
- Ulrika Jansson – violino
- Per Oman – violino
- Bo Söderström – violino
- Tony Bauer – viola
- Jens Bogren – masterização e mixagem
- Linn Fijal – engenheiro
- Henrik Janson	– arranjo
- Ulf Janson – arranjo
- Jens Johansson – teclado
- Staffan Karlsson – engenheiro e produção
- Katja Kuhl – fotografia
- Johan Örnborg – engenheiro
- Costin Chioreanu – direção de arte
- Alex Reisfar – design de capa
- Riikka Repo – viola
- Johanna Sjunnesson – violoncelo
- Tobias Strandvik – técnico de bateria

## Desempenho comercial
Nas paradas semanais da Billboard, Will to Power obteve um desempenho favorável. Sua lista principal de álbuns, a Billboard 200, apresentou em 30 de setembro de 2017 que o produto ficou no seu número 90 — o pior registro da banda nesta lista. Apesar disso, a obra obteve o melhor desempenho do Arch Enemy em outras paradas do mesmo periódico: Top Hard Rock Albums (terceira posição) e Top Rock Albums (décima quinta posição). Sua trajetória expandiu-se para o território europeu, continente no qual alcançou as melhores posições, incluindo a segunda colocação da lista finlandesa Suomen virallinen. Outras aparições entre as dez primeiras colocações aconteceram na Alemanha (3.° lugar), Áustria (6.° lugar), Chéquia (5.° lugar), e Suíça (5.° lugar). Já em seu país natal, a Suécia, permaneceu na parada por onze semanas e alcançou o pico de valor onze. O mesmo valor foi obtido na região belga de Valônia, enquanto na de Flandres, situou-se no décimo quinto. Na Oceania, configurou na décima posição da associação Recorded Music NZ.
| Tabela (2017)                         | Melhor posição | Ref.   |
| ------------------------------------- | -------------- | ------ |
| Alemanha (Offizielle Top 100)         | 3              | [ 14 ] |
| Austrália (ARIA)                      | 26             | [ 15 ] |
| Áustria (Ö3 Austria)                  | 6              | [ 22 ] |
| Bélgica (Ultratop Flanders)           | 11             | [ 19 ] |
| Bélgica (Ultratop Valônia)            | 15             | [ 20 ] |
| Canadá (Canadian Albums)              | 80             | [ 23 ] |
| Chéquia (ČNS IFPI)                    | 5              | [ 16 ] |
| Escócia (OCC)                         | 24             | [ 24 ] |
| Espanha (Promusicae)                  | 17             | [ 25 ] |
| Estados Unidos (Billboard 200)        | 90             | [ 10 ] |
| Estados Unidos (Top Hard Rock Albums) | 3              | [ 11 ] |
| Estados Unidos (Top Rock Albums)      | 15             | [ 12 ] |
| Finlândia (Suomen virallinen lista)   | 2              | [ 13 ] |
| França (SNEP)                         | 22             | [ 26 ] |
| Hungria (MAHASZ)                      | 13             | [ 27 ] |
| Nova Zelândia (RMNZ)                  | 10             | [ 21 ] |
| Países Baixos (Album Top 100)         | 11             | [ 28 ] |
| Reino Unido (OCC)                     | 37             | [ 29 ] |
| Suécia (Sverigetopplistan)            | 11             | [ 18 ] |
| Suíça (Schweizer Hitparade)           | 5              | [ 17 ] |

## Crítica profissional
| Críticas profissionais | Críticas profissionais |
| Avaliações da crítica  | Avaliações da crítica  |
| Fonte                  | Avaliação              |
| ---------------------- | ---------------------- |
| Metal Hammer           | [ 30 ]                 |
| Metal Injection        | 8,5/10                 |
| MetalSucks             | [ 32 ]                 |
| Terrorizer             | 6/10                   |

Will to Power foi recebido com opiniões mistas por críticos especializados. O contribuinte da revista Metal Hammer, Danni Leivers, deu ao álbum quatro de cinco estrelas possíveis. Em sua análise do material, Leivers escreveu que Will To Power "segue o modelo bem afiado de um elegante death metal melódico, super cativante e habilmente trabalhado". A crítica ainda faz elogios às contribuições de White-Gluz e Loomis. A revista ainda elencou o álbum na quadragésima posição de sua lista dos cem melhores álbuns de 2017. Uma crítica semelhante foi do contribuinte Michael Pementel, da Metal Injection, que sentiu um "bom momento energético" apesar das mudanças apresentadas. Em contrapartida, a análise do website MetalSucks usou comparações cínicas para expressar que o álbum se "destina a estimular o ouvinte" e elogiou as primeiras faixas; contudo, criticou a maior parte do álbum por ser composto de "hinos de empoderamento em segunda pessoa." Por outro lado, a revista Terrorizer através de seu contribuinte Ross Baker, deu uma avaliação mais moderada na qual não observou mudança dramática no estilo da banda.